# Chalchové
Chalchové (mongolsky: Халх) je jedna z etnických skupin Mongolů. Tvoří většinu (přes 80%) obyvatelstva nezávislého Mongolska. Chalchské nářečí je základem dnešní spisovné mongolštiny užívané v Mongolsku.

## Rozšíření
Většina Chalchů žije na východě a ve středu Mongolska. Ostatní mongolská etnika žijící v zemi se postupně asimilují do chalchské většiny.

## Historie
Poprvé jsou Chalchové zmiňováni na počátku 16. století. Jejich jméno údajně vzniklo od slova „štít“ (халх). To proto, že sloužili jako hlavní opora chánské moci a na jejich etnogenezi se podílely všechny kmeny a rody oddané mongolským Velkým chánům. Podle jiné teorie jméno Chalchů pochází od Chalchyn-golu (Халхын гол), řeky ve východním Mongolsku, kde sídlili.
Roku 1691 na Dolónnurském sjezdu se Chalchové, oslabení bratrovražednými boji se západomongolskými Ojraty, připojili k Čchingskému impériu. V rámci impéria tvořili většinu obyvatelstva tehdejšího Vnějšího Mongolska. Na územích obývaných Chalchy započalo na začátku 20. století mongolské hnutí za nezávislost, které vyústilo do vytvoření Mongolska.